# Blaesoxipha litoralis
Blaesoxipha litoralis är en tvåvingeart som först beskrevs av Villeneuve 1911.  Blaesoxipha litoralis ingår i släktet Blaesoxipha och familjen köttflugor.
Artens utbredningsområde är Frankrike. Inga underarter finns listade i Catalogue of Life.